# El-Tor
El-Tor in arabo  طور سيناء‎?, aṭ-ṭūr o El-Tur, anche conosciuta come Tur Sinà, è una città egiziana, capoluogo del Governatorato del Sinai del Sud. La città si trova nella penisola del Sinai, lungo le coste del Mar Rosso, nel golfo di Suez.
Il nome della città deriva da Tur che significa monte e Sinà che significa Sinai, quindi in effetti corrisponde al nome arabo della montagna dove, secondo la tradizione ebraica, il profeta Mosè avrebbe ricevuto le tavole della legge da Dio; questa montagna è chiamata in arabo Jabal Al Tor, o Tor Sinà nel Corano.
El-Tor è dotata di un aeroporto civile (codice Iata ELT) utilizzato dalle principali linee aree che operano nella zona (Air Sinai, EgyptAir, Palestinian Airlines) nonché da voli charter da e per le località turistiche del Sinai.

## Storia
L'antico nome della città era Raithu che in epoca faraonica era un porto utilizzato per i trasporti dei minerali dal Sinai.
Nel III secolo divenne luogo di rifugio per monaci cristiani in fuga dalle persecuzioni di Diocleziano. Nel VI secolo, vi fu costruito un Monastero per ordine dell'imperatore bizantino Giustiniano.